# Ascyltus audax
Ascyltus audax là một loài nhện trong họ Salticidae.
Loài này thuộc chi Ascyltus. Ascyltus audax được William Joseph Rainbow miêu tả năm 1897.